# Tall Hadija
Tall Hadija (arab. تل حدية) – miejscowość w Syrii, w muhafazie Aleppo. W 2004 roku liczyła 4201 mieszkańców.